# Естер Піоні
Александра Крецу (рум. Alexandra Crețu; більш знана як Естер Піоні; нар. Будапешт, Румунія) — румунська співачка та авторка пісень. Вона представляла Румунію на 64-му пісенному конкурсі «Євробачення» з піснею «On a Sunday».

## Життя і творчість
Олександра Крецу народилася в Бухаресті, Румунія, але виховувалася в Монреалі, Квебек у Канаді, до повернення в Румунію для вивчення музики..
Вона закінчила Вищу школу мистецтв ім. Пристрасть Естер до музики виникла з дитинства, поки вона жила з сім'єю в Монреалі й почала відвідувати джазовий курс, а потім продовжила навчання в Румунії, вступивши до консерваторії з композиції та джазової секції. У 2014 році Естер помітили на YouTube, де вона публікувала кавер-версії популярних пісень. Їй був запропонований контракт з лейблом в Румунії, після чого вона випустила сингли «Leyla», «Iubire» та співпрацювала з різними музикантами. Через рік вона потрапила на радіо та телебачення з піснею «Sub aripa ta» (feat. Vescan), яка мала успіхом, залишаючись тижнями поспіль на румунських радіо і музичних телеканалах.
У 2016 році Естер випустила спільний трек з Phelipe «1000 De Motive». У 2018 році вона випустила свій перший мініальбом, «Dig It», де також виступила одним з головних композиторів.

### Євробачення
17 лютого 2019 року Естер перемогла у румунському національному відборі на Пісенний конкурс «Євробачення» (рум. Selecția Națională) з піснею «On a Sunday». 8 січня 2019 відбулося жеребкування, яке визначило, що Румунія виступатиме у другому півфіналі у першій половині шоу Пісенного конкурсу Євробачення 2019. 2 квітня 2019 року організаторами конкурсу було оголошено порядкові номери країн, які визначають чергу виступів у півфіналах. 16 травня 2019 року Естер зі своєю піснею «On a Sunday» виступила під 6 порядковим номером. Румунія отримала 71 бал, що визначило її 13-те місце у півфіналі. Країна отримала 47 балів від професійного журі та 24 біли від телеглядачів, та не змогла кваліфікуватися до фіналу.

## Дискографія

### Мініальбоми
| Назва  | Дата           | Лейбл            |
| ------ | -------------- | ---------------- |
| Dig It | 12 травня 2018 | Самостіний реліз |

### Сингли
| Назва                | Рік  | Альбом        |
| -------------------- | ---- | ------------- |
| «Cuminte de Crăciun» | 2014 | поза альбомом |
| «Sub aripa ta»       | 2015 | поза альбомом |
| «Iubire»             | 2015 | поза альбомом |
| «Oameni»             | 2015 | поза альбомом |
| «1000 de motive»     | 2016 | поза альбомом |
| «On a Sunday»        | 2019 | поза альбомом |
| «7 Roses»            | 2019 | поза альбомом |
| «Dernière danse»     | 2019 | поза альбомом |
| «Me pone loca»       | 2020 | поза альбомом |